# كأس رئيس الاتحاد الآسيوي 2006
كأس رئيس الاتحاد الآسيوي 2006 هو موسم من كأس رئيس الاتحاد الآسيوي. بمشاركة  8 فريقاً، وفاز فيه نادي دوردوي بيشكك.